# 伍德拜恩鎮區 (伊利諾伊州喬戴維斯縣)
伍德拜恩（英語：Woodbine Township）是位於美國伊利諾伊州喬戴維斯縣的一個行政鎮區。

## 地方資料
根據2010年美國人口普查的數據，伍德拜恩的面積為95.20平方千米，當中陸地面積為95.20平方千米，而水域面積為0.00平方千米。當地共有人口564人，而人口密度為每平方千米5.92人。